# Aavo Pikkuus
Aavo Pikkuus (* 23. listopadu 1954 Kapera) je bývalý estonský cyklista, který jako reprezentant Sovětského svazu získal trojici nejvýznamnějších prvenství v amatérské silniční cyklistice: vyhrál olympiádu, mistrovství světa v silniční cyklistice a Závod míru.
Byl členem klubu Dünamo Tartu. Stal se čtyřikrát mistrem SSSR v individuálním závodě a dvakrát v časovce družstev. Na olympiádě 1976 v Montrealu získal s Valerijem Čaplyginem, Vladimirem Kaminským a Anatolijem Čukanovem zlatou medaili v časovce družstev na 100 km, v závodě jednotlivců s hromadným startem obsadil 44. místo. Se sovětským kvartetem vyhrál časovku na mistrovství světa v roce 1977 a skončil na druhém místě v letech 1975 a 1978, v individuálním závodě byl v roce 1977 jednatřicátý. V roce 1977 získal žlutý trikot pro celkového vítěze Závodu míru, v letech 1975, 1977, 1978 a 1979 byl členem vítězného družstva, v roce 1977 navíc vyhrál hodnocení vrchařů a v letech 1978 a 1979 bodovací soutěž. Vyhrál také etapové závody Circuit de la Sarthe 1977 a Giro delle Regioni a Kolem Jugoslávie 1978. V letech 1974 až 1978 byl pětkrát po sobě zvolen nejlepším estonským sportovcem roku.
Cyklistickou kariéru ukončil v roce 1981 a stal se automobilovým závodníkem, v roce 1983 s navigátorem Leharem Linnem vyhráli Rallye Saaremaa. Poté působil jako sportovní funkcionář a podnikatel, je majitelem firmy Pikkuus Sport. V roce 2001 mu byl udělen Řád estonského červeného kříže.